# Списак епизода серије Једини излаз

Једини излаз је српска телевизијска серија која је премијерно почела са емитовањем од 17. априла 2021. године на каналу Суперстар ТВ и 24. априла 2021. на РТС 1. 
Серија Једини излаз  броји 1 сезону и 10 епизода.

## Преглед
| Сезона | Сезона | Епизоде | Епизоде | Оригинално емитовање | Оригинално емитовање | Оригинално емитовање |
| Сезона | Сезона | Епизоде | Епизоде | Премијера            | Финале               | Мрежа                |
| ------ | ------ | ------- | ------- | -------------------- | -------------------- | -------------------- |
|        | 1.     | 10      | 10      | 17. април 2021.      | 16. мај 2021.        | Суперстар ТВ РТС 1   |

## Епизоде

### 1. сезона (2020)
| Бр. еп. (укупно) | Бр. еп. (у сезони) | Наслов | Редитељ       | Сценариста                                  | Премијера       |
| ---------------- | ------------------ | ------ | ------------- | ------------------------------------------- | --------------- |
| 1                | 1                  |        | Дарко Николић | Марко Поповић, Ива Митровић и Иван Кнежевић | 17. април 2021. |
| 2                | 2                  |        | Дарко Николић | Марко Поповић, Ива Митровић и Иван Кнежевић | 18. април 2021. |
| 3                | 3                  |        | Дарко Николић | Марко Поповић, Ива Митровић и Иван Кнежевић | 24. април 2021. |
| 4                | 4                  |        | Дарко Николић | Марко Поповић, Ива Митровић и Иван Кнежевић | 25. април 2021. |
| 5                | 5                  |        | Дарко Николић | Марко Поповић, Ива Митровић и Иван Кнежевић | 1. мај 2021.    |
| 6                | 6                  |        | Дарко Николић | Марко Поповић, Ива Митровић и Иван Кнежевић | 2. мај 2021.    |
| 7                | 7                  |        | Дарко Николић | Марко Поповић, Ива Митровић и Иван Кнежевић | 8. мај 2021.    |
| 8                | 8                  |        | Дарко Николић | Марко Поповић, Ива Митровић и Иван Кнежевић | 9. мај 2021.    |
| 9                | 9                  |        | Дарко Николић | Марко Поповић, Ива Митровић и Иван Кнежевић | 15. мај 2021.   |
| 10               | 10                 |        | Дарко Николић | Марко Поповић, Ива Митровић и Иван Кнежевић | 16. мај 2021.   |